# Gerd-Reiner Milek
Gerd-Reiner Milek (* 10. Februar 1944) ist ein ehemaliger deutscher Fußballspieler. Für die 1. Mannschaft von Wismut Gera bestritt er von 1965 bis 1976 153 Punktspiele, davon fünf in der DDR-Oberliga, der höchsten Spielklasse im DDR-Fußball.

## Sportliche Laufbahn
Der aus Schlesien stammende Milek begann seine Fußballkarriere in Hoyerswerda. Zur Saison 1965/66 schloss er sich der zweitklassigen DDR-Liga-Mannschaft der Betriebssportgemeinschaft (BSG) Wismut Gera an. Mit 18 Punktspieleinsätzen bei 30 Runden spielte er sich sofort in den erweiterten Spielerstamm und hatte damit einen nennenswerten Anteil am Aufstieg der Mannschaft in die DDR-Oberliga. In der Oberliga konnte Milek nur fünf Punktspiele bestreiten, da er bereits nach dem 10. Spieltag wegen eines Muskelfaserrisses bis zum Saisonende nicht mehr eingesetzt werden konnte. Neben einem Versuch als Abwehrspieler wurde er danach im Angriff eingesetzt. Die BSG Wismut musste bereits nach einem Jahr wieder aus der Oberliga absteigen und spielte danach bis 1977 wieder in der DDR-Liga. Nachdem Milek aufgrund seiner Verletzung 1967/68 nur elf DDR-Liga-Spiele absolvieren konnte, schwang er sich in den beiden folgenden 30-Runden-Spielzeiten mit 22 bzw. 24 Einsätzen zum Stammspieler auf. 1970 wurde er nach sieben absolvierten Punktspielen im November zu einem 18-monatigen Armeedienst einberufen. Im April 1972 wurde er entlassen und begann zur Saison 1972/73 wieder für die BSG Wismut Gera zu spielen. Bis 1976 bestritt er innerhalb von vier Spielzeiten 66 von insgesamt 88 ausgetragenen Punktspielen. 1974 und 1975 verhalf Milek der BSG Wismut zum Staffelsieg, die Mannschaft konnte sich in den Aufstiegsspielen jedoch nicht durchsetzen. In der Spielzeit 1974/75 schoss er mit neun Treffern seine meisten Punktspieltore für Wismut Gera, nachdem ihm zuvor nur vier Tore geglückt waren. In seiner letzten Saison 1975/76 kam er in zwölf absolvierten Punktspielen noch einmal zu vier Treffern.
Nach dem Ende seiner Fußballerlaufbahn fungierte er als Nachwuchstrainer bei Wismut Gera. Von 1987 bis 1989 war er Vorsitzender der Betriebssportgemeinschaft, anschließend übernahm er den Vorsitz im Geraer Stadtsportbund. Außerdem wurde er Mitglied des NOFV-Spielausschusses sowie Sicherheitsbeauftragter des Deutschen Fußball-Verbandes.